# Gałków Duży (gromada)
Gałków Duży – dawna gromada, czyli najmniejsza jednostka podziału terytorialnego Polskiej Rzeczypospolitej Ludowej w latach 1954–1972.
Gromady, z gromadzkimi radami narodowymi (GRN) jako organami władzy najniższego stopnia na wsi, funkcjonowały od reformy reorganizującej administrację wiejską przeprowadzonej jesienią 1954 do momentu ich zniesienia z dniem 1 stycznia 1973, tym samym wypierając organizację gminną w latach 1954–1972.
Gromadę Gałków Duży siedzibą GRN w Gałkowie Dużym utworzono – jako jedną z 8759 gromad na obszarze Polski – w powiecie brzezińskim w woj. łódzkim, na mocy uchwały nr 29/54 WRN w Łodzi z dnia 4 października 1954. W skład jednostki weszły obszary dotychczasowych gromad Gałków Duży, Gałków Mały, Janówka i Justynów (z wyłączeniem wsi Hulanka) oraz kolonia Witosów z dotychczasowej gromady Gaj ze zniesionej gminy Gałkówek w tymże powiecie. Dla gromady ustalono 27 członków gromadzkiej rady narodowej.
31 grudnia 1959 do gromady Gałków Duży przyłączono obszar zniesionej gromady Borowa.
Gromada przetrwała do końca 1972 roku, czyli do kolejnej reformy gminnej.